# Бирзина
Би́рзина (болг. Бързина) — село у Врачанській області Болгарії. Входить до складу общини Хайредин.

## Населення
За даними перепису населення 2011 року у селі проживала 251 особа.
Національний склад населення села:
| Національність   | Кількість осіб | Відсоток |
| ---------------- | -------------- | -------- |
| болгари          | 204            | 82,3%    |
| цигани           | 43             | 17,3%    |
| інша             | 0              | 0%       |
| не визначились   | 0              | 0%       |
| Всього відповіли | 248            |          |

Розподіл населення за віком у 2011 році:
Динаміка населення: